# Ex Machina (игра)
Ex Machina — российская компьютерная игра, разработанная компанией Targem Games и изданная компанией Бука. Сочетает черты автосимулятора, аркады и RPG. На Западе издана под названием Hard Truck: Apocalypse. В России игра получила множество наград на выставках, высокие оценки в игровых журналах и на сайтах. На Западе игра была встречена гораздо прохладнее.
Действие игры происходит в постапокалиптическом мире, в котором, чтобы выжить, люди вынуждены носить на лицах маски, так как воздух стал непригодным для дыхания. Люди живут в мире, где бронированный грузовик становится единственной надеждой на выживание.

## Сюжет
В 2011 году на Землю падает НЛО, который, как удалось выяснить намного позже, предназначался для исследования Солнца. Во время исследования учёные находят в нём и вскрывают запечатанный контейнер, вследствие чего происходит глобальное отравление атмосферы. Первыми погибли животные и насекомые, дальше начала погибать растительность, после — люди.
О временах, прошедших после катастрофы до текущего игрового времени, доподлинно ничего не известно. Человечество уцелело только благодаря защитным маскам. Имя изобретателя этих масок не сохранилось. Все люди, от мала до велика, ходят в масках, и перевелись смельчаки, которые пытались снять их на открытом воздухе. Люди поселились в новых городах и деревнях вдали от старых мегаполисов, ставших братскими могилами. Основным занятием людей стало сельское хозяйство, поиски работающего оборудования и конструирование нового, а также торговля. Нашлись и те, кто решил, что право сильного решает всё…
Главным героем игры является молодой человек, сын известного путешественника и искателя утраченных технологий Айвена Го. Айвен был причастен к большинству новых-«старых» технологических прорывов, которые привели к текущему уровню цивилизации — заново открыто радио, электротехника и радиоэлектроника, а также многие другие, столь привычные вещи. Айвен Го исчез после очередной экспедиции, и доподлинно неизвестно, куда он отправился.
Путешествуя между различными поселениями игрового мира, главный герой пытается выяснить, кто убил его приёмного отца и сжёг родную деревню. Постепенно продвигаясь по сюжетной линии, он узнаёт многие подробности из жизни своего отца и истории катастрофы. В игре две сюжетные линии, в большинстве отличающиеся, но конечная цель одна: узнать причину катастрофы и помочь остаткам человечества.

## Игровой процесс

### Грузовики и игровой мир
Игра представляет собой аркадный автосимулятор. Игрок управляет грузовиком, оснащённым различными видами оружия. Управление транспортом аналогично большинству современных шутеров от первого лица, в которой игрок может пользоваться различной военной техникой: обзор и управление огнём (вращение турелей) осуществляется мышью, в то время как управление движением осуществляется при помощи клавиатуры (по умолчанию — классическое сочетание WASD). Грузовики условно разделены на кабину и кузов, каждый из которых можно заменить на более усовершенствованные модели. По мере прохождения игроку становятся доступны новые модели грузовиков, отличающиеся общей прочностью конструкции, мощностью двигателя, объёмом топлива, пространством для грузов в кузове, а также местом для установки дополнительных модулей в кабине и количеством и размером точек установки вооружения.
Типы кабин и кузовов также отличаются, и по мере прохождения игроку открываются новые типы деталей грузовиков, порой значительно изменяющих внешний вид и количество устанавливаемого вооружения.
Модули, устанавливаемые в кабинах, повышают характеристики различных видов вооружения и улучшают характеристики грузовиков.
Игрок может практически свободно перемещаться по игровому миру, находя различные поселения и локации, которые представляют важность для сюжета, либо добавлены для побочных квестов. Для ориентации в пространстве игроку доступна карта местности в интерфейсе, которая открывается по мере исследования игрового мира. Игровой мир разделён на сегменты, для перемещения между которыми используются зоны перехода (дороги).
По мере езды по игровому миру грузовик расходует топливо. После израсходования топлива машина продолжит ехать, но уже с очень низкой скоростью, что чрезвычайно опасно при встрече с противником — возможности к маневрированию резко ухудшатся.
Грузовики, доступные для игрока:
1. Вэн — начальная модель, с которой начинает игрок. Небольшой грузовичок с маленьким кузовом, слабым двигателем и низкой прочностью. Можно установить только 1 малое орудие на кабине.
2. Молоковоз — более продвинутая модель, запас прочности почти вдвое выше, чем у вэна, значительно более вместительный кузов. В исходной модификации можно установить только 1 малое орудие на кузове, в самой продвинутой модификации — 1 малое орудие на кабине и 1 среднее на кузове. Прототипом послужил английский полноприводный грузовик Matador, также некоторое сходство имеется с ГАЗ-66.
3. Урал — самый сбалансированный грузовик, достаточно быстрый и прочный. Прирост прочности невелик по сравнению с молоковозом, зато более высокая сопротивляемость к повреждениям. В исходной модификации можно установить 1 малое орудие и 1 среднее, в последующих модификациях можно устанавливать до 3 средних и 1 большого орудия, боковые крепления для ракетных установок или иного специального вооружения (и 3 средних орудия). Прототип — полноприводный трёхосный грузовик «Урал».
4. Белаз — большой и неповоротливый, но очень прочный и вместительный. И неимоверно дорогой грузовик. В исходной модификации — 1 малое и 1 среднее орудие, модификации значительно расширяют арсенал. Точный прототип неизвестен, вероятно, использованы части нескольких моделей грузовиков БелАЗ и специальных машин на их базе.
5. Миротворец — трёхосный специальный вездеход, изначальный набор вооружения не впечатляет — 2 средних орудия, но в самой продвинутой версии — 2 средних, 2 больших орудия и боковые слоты для специального вооружения. Самый большой запас прочности и топлива, наибольшая сопротивляемость к повреждениям всех типов. Наиболее вероятный прототип — специальное шасси (БАЗ-5921), используемое для различных ракетных комплексов

### Города
В городах и поселениях находятся рынки, где игрок может продать и купить товары, модули и вооружение. Также в городах расположены мастерские, где игрок может отремонтировать и заправить грузовик. Вооружение также имеет свой запас прочности, и при его исчерпании перестаёт функционировать. Вооружение, не установленное на грузовик и находящееся в кузове, также получает повреждения, но по умолчанию не ремонтируется. Для этого его необходимо установить на грузовик. Также в городе расположена таверна (бар, салун и т. д.), где можно получить сюжетный или побочный квест. Изредка попадаются персонажи, которые за небольшую плату могут дать (бес)полезные советы либо рассказать небольшую историю. В некоторых городах присутствуют особые зоны (вроде Музея в Минине), где игрок также получает побочные или основные квесты.
Также в игровом мире встречаются поселения, где невозможно торговать или отсутствует бар. Особым типом поселения являются расположенные вдоль основных дорог (и не только) заправки, где можно отремонтировать и заправить грузовик, но нет бара и рынка.
Все поселения и заправки могут быть конечными пунктами квестов по доставке грузов и сопровождению.

### Боевая система
Оружие представлено тремя классами — проникающие (пулемёты, дробовики и малокалиберные пушки), энергетическое (лазеры, плазменные орудия) и взрывное (крупнокалиберные орудия, ракетные установки, миномёты). Оружие характеризуется типом урона, абсолютной величиной, скорострельностью, дальнобойностью и боезапасом. Некоторые виды оружия имеют ограниченный боезапас, который необходимо пополнять в городах и поселениях. Урон, наносимый оружием, зависит от сопротивления деталей грузовика к соответствующему типу урона (проникающий, взрывной, энергетический). Каждая из деталей имеет собственную величину сопротивления. Вооружение имеет разный размер — малый (2х2), средний (2х3), большой (3х4) и специальный (двух типов — малое (1х2) и обычное (3х2). Установить вооружение можно только на узел крепления соответствующего типа на грузовике. Соответственно, оружие малого размера невозможно установить на крепление под средний, а средний — на большой. Грузовики разных видов в зависимости от типа кузова и кабины могут иметь от 1 до 6 креплений для установки разных типов вооружения и устройств (максимум 4 основного и 2 специального на Миротворце топовой модификации) .
На некоторых кузовах грузовиков располагаются ячейки специального вооружения (3х2), это узлы для крепления бокового вооружения (боковые контейнеры с ракетами, миномёт, орудие «Зевс»), а также для специального навесного оборудования (1х2) (ускоритель, разбрызгиватель масла, разбрасыватель гвоздей, миноукладчик, шипы).
Вооружение можно разделить на группы, управляемые разными клавишами, всего доступно 6 групп, которые можно переназначать в ходе перемещения по игровому миру, а также в мастерской.
Оружие направляется перекрестием, которое постоянно следует за камерой. Важно учитывать, что узлы крепления имеют ограниченный сектор обстрела, и нужно соответственно маневрировать в бою.
При наведении прицела на цель указываются следующие характеристики: название, принадлежность к группировке, настрой по отношению к игроку (друг — зеленый, нейтрал — серый (нейтралы также считаются дружественными), враг — красный), прочность, сопротивление разным типам урона. При наличии ракетного вооружения появляется индикатор захвата цели, после заполнения цель подсвечивается оранжевым, а ракеты будут следовать за целью, даже если ракетные установки развёрнуты в другую сторону.
Атаковать дружественные цели не стоит — можно настроить против себя целую группировку, что приведёт к запрету ко въезду игрока в города этой группировки, а защитные сооружения городов будут без предупреждения атаковать игрока, как и все встречные грузовики группировки. Это может привести к сложностям в выполнении сюжетных заданий, вплоть до невозможности их выполнения (игра в таком случае может завершиться). Особую осторожность следует проявлять в пустынном сегменте — периодическое изменение отношения группировок к игроку, сюжетно обусловленное влиянием излучения от устройства в сбитой тарелке пришельцев. Если их атаковать в момент перехода от враждебного к дружественному, группировка уже становится постоянно враждебной. В свою очередь, защитные сооружения городов и грузовики дружественных группировок будут оказывать помощь в уничтожении противников. Отрицательным моментом в этом случае является то, что противники обычно переносят огонь на защитные сооружения и могут их уничтожить. Прочность защитных сооружений со временем не восстанавливается, разрушенные защитные сооружения также не восстанавливаются.
Противниками по умолчанию являются группировки бандитов, которые сами атакуют игрока. Грузовики и машины бандитов регулярно появляются в игровом мире в непосредственной близости от игрока (на расстоянии до 500 м) либо в сюжетных локациях. В некоторых сегментах игрового мира появляются специфичные группы противников. Противники часто используют грузовики, недоступные для покупки игроку — переделанные легковые автомобили, бронированные вездеходы, колёсные боевые машины с ракетными установками, многоосные тягачи с вооружением и грейдеры.
Именно такие противники, регулярно появляющиеся в игровом мире, представляют наибольшую опасность, так как при обнаружении игрока продолжают следовать за ним и пытаются уничтожить его грузовик. Их можно уничтожить ответным огнём, оторваться от них (но для этого нужен грузовик с мощным двигателем или ускоритель), либо объехать, заметив издалека (в этом случае бандиты не нападут на игрока и исчезнут через какое-то время). Худший вариант — если не удалось уничтожить (оторваться) от одной группы противников и одновременно с этим по пути появляется другая группа бандитов. Такая ситуация может привести к гибели игрока. Количество, мощность вооружения и виды грузовиков бандитов зависят от выбранного уровня сложности, а также от количества и видов вооружения на грузовике игрока. Наибольшую опасность представляют противники с энергетическим и ракетным вооружением, поскольку при внезапном появлении поблизости от игрока и низкой сопротивляемости этому вооружению грузовика игрока суммарным залпом они могут уничтожить игрока.
После уничтожения противников остаются ящики с припасами, в которых случайным образом остаётся вооружение грузовика, а также некоторые грузы. В некоторых сегментах игрового мира в таких трофейных ящиках можно встретить достаточно дорогостоящие товары.

### Грузы
Торговая система в игре довольно проста. Существует несколько типов грузов, некоторые из них производятся в городах (преимущественно дрова, редко это бывает металлолом или другие более ценные грузы) и поселениях (преимущественно картофель). Некоторые грузы (и вооружение) находятся в ящиках с припасами в разных уголках игрового мира. На начальных этапах они могут быть хорошим подспорьем в пополнении бюджета и арсенала игрока.
Товары, которые город или поселение не производят, можно продать по достаточно высокой стоимости, однако по мере накопления товара уменьшается и его закупочная цена. Поэтому может потребоваться проделать немалый путь до поселения, где товар можно продать дороже. Стоимость и количество товаров записывается после посещения рынка, в дальнейшем их можно посмотреть в соответствующем разделе информации о городе на карте (для этого надо закрепить информацию о товарах в каком-либо городе на вкладке с картой в игровом меню).

### Взаимоотношения группировок и игрока
В игровом мире присутствует множество группировок, которые действуют в основном в пределах одного-двух секторов игрового мира. Есть и такие, которые встречаются на протяжении всей игры, например, «Искатели приключений», «Союз фермеров» и «Учёные». Принадлежность персонажей к той или иной группировке отражается на грузовиках в виде эмблемы и названия группировки. По умолчанию игрок относится к фракции «Союз фермеров», и на его грузовике на протяжении всей игры остаются соответствующие знаки отличия, даже после присоединения (по сюжету — сугубо временному) к некоторым группировкам в противостоянии с другими.
Вместе с тем, есть ряд неточностей. Так, на многих грузовиках противников присутствуют эмблемы группировки «Альфран», хотя при этом они фактически относятся к группировкам «Бродяги» или «Бригада» (по умолчанию группировки бандитов).
Поменять группировку игрок не может, кроме как временно присоединиться к некоторым группировкам в войне с другими. Многие группировки, несмотря на вклад игрока в решение их проблем, не предлагают вступить в их ряды.

## Рецензии и оценки
Ex Machina получила, в основном, тёплый приём от профильных изданий. Российский сайт Absolute Games, крупнейший на тот момент среди русскоязычных игровых изданий, поставил игре 75 % из 100 %. Обозреватель раскритиковал некоторые недостатки игры, в то же время отмечая интересный игровой процесс: «перепало ли Ex Machina что-нибудь, не вызывающее нареканий? Да, и это ее главная особенность — свобода путешествий. До „Космических рейнджеров“ бесконечно далеко, но трёхмерные ландшафты и двумерные панорамы космоса — не одно и то же. А если плюнуть на нудную „линию партии“, забить кузов стеклотарой и рвануть через полконтинента, любуясь закатом, стреляя в грабителей и приветственно „бибикая“ мирным купцам? Смысла — ноль, однако именно так от игры можно получить максимум удовольствия».